# روغن‌ماهیان کوچک
روغن‌ماهیان کوچک (نام علمی: Moridae) نام یک تیره از راسته روغن‌ماهی‌سانان است.